# Actinidiaceae
Le Actinidiacee (Actinidiaceae Engl. & Gilg, 1924) sono una piccola famiglia di piante dell'ordine Ericales che include tre generi con oltre 400 specie.

## Descrizione
La famiglia comprende piante a portamento di liana, arbustivo o di vero albero.
Le foglie sono alternate e disposte a spirale sui fusti.
I fiori sono solitari o riuniti in infiorescenza detta "cima", con sepali e petali liberi.
Le specie del genere Clematoclethra hanno un numero definito di stami (10), mentre negli altri generi gli stami sono in numero indefinito ed a distribuzione disordinatamente raggiata.
Le piante possono essere monoiche, (con fiori distinti dei due sessi sulla stessa pianta), o dioiche, (con fiori dei due sessi su piante distinte: piante maschio e piante femmina), ovvero possono essere piante ermafrodite, con ambedue i sessi nello stesso fiore.
Il frutto è di norma una bacca.

## Distribuzione e habitat
La famiglia è diffusa in prevalenza nelle regioni temperate e sub-tropicali dell'Asia; il genere Saurauia è presente anche nell'America tropicale e in Oceania.
Esistono elementi per affermare che la sua distribuzione dovesse essere molto più estesa in tempi remoti. In particolare il genere estinto Parasaurauia si ritiene fosse ampiamente diffuso in Nord America nel tardo Cretaceo.

## Tassonomia
La classificazione tradizionale (Sistema Cronquist 1981) assegnava la famiglia all'ordine Theales, mentre la moderna classificazione APG lo include tra le Ericales.
La famiglia comprende i seguenti generi:
- Actinidia Lindl. (55 specie)
- Clematoclethra (Franch.) Maxim. (1 sp.)
- Saurauia Willd. (391 spp.)